# コモン (競走馬)
コモン（Common、1888年 - 1912年）は、イギリスの競走馬・種牡馬。1891年の2000ギニー・エプソムダービー・セントレジャーステークスで優勝し、史上5頭目のイギリスクラシック三冠を達成した。

## 出自

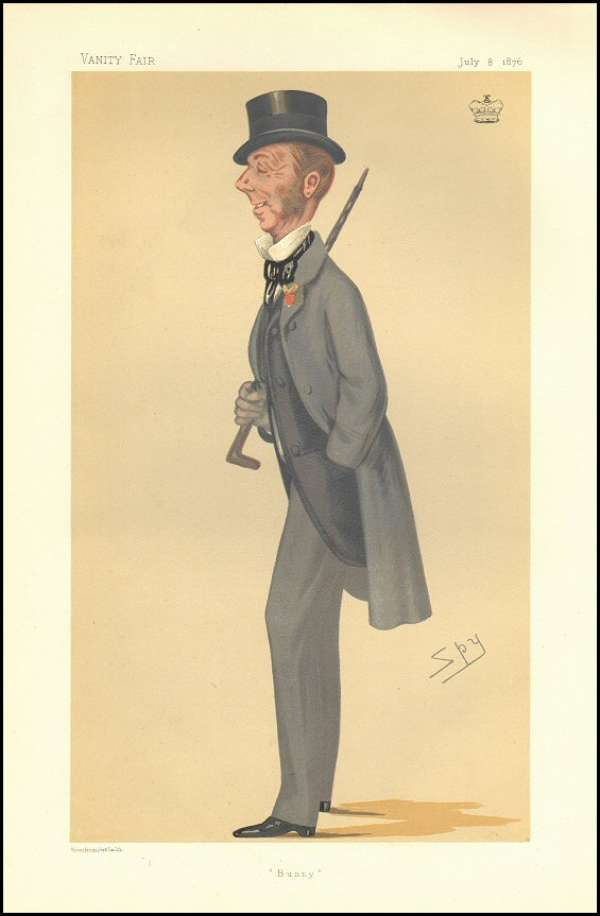
Spyによるアリントン男爵の肖像

コモンはイギリス・ドーセットの生まれで、生産者である初代アリントン男爵ヘンリー・スタートがドーセットに構えた自身の邸宅で生産したサラブレッドであった。コモンは生産者であるアリントン男爵、およびサー・フレデリック・ジョンストン第8代準男爵とで共有され、ハンプシャーで調教師を営むジョン・ポーターのもとに送られた。コモンは青鹿毛の馬体で、その体高はダービー当時で16ハンド（約162.56センチメートル）を超えるサイズであったという。
父アイソノミーはアスコットゴールドカップ連覇の名馬で、種牡馬としてもコモンの後にも三冠馬アイシングラスを出す成功を収めている。母シッスルは現役時代にシャンペンステークスなど4勝を挙げた馬で、コモンが三冠を達成した当時で16歳でまだ健在であったという。シッスルはコモン以外にも、ニューステークス勝ち馬のゴールドフィンチ（Goldfinch）、セントレジャーステークス勝ち馬のスラッスル（Throstle）を出すなど母としても優秀であった。

## 競走馬時代

### 3歳春夏（1891年）

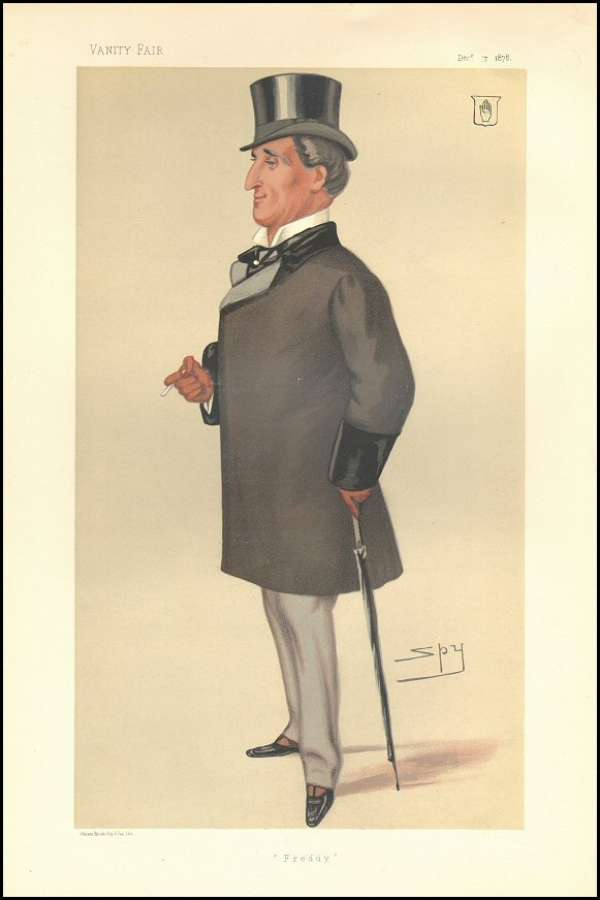
Spyによるサー・フレデリック・ジョンストン準男爵の肖像

入厩当時のコモンはまだ未熟で、そのためポーターは2歳のうちはまだ競走馬としてデビューさせないでいた。3歳の春になるとコモンの成長ぶりは著しくなり、ついに競走馬としてデビューすることになると、その初戦には4月29日の2000ギニー（ニューマーケット・8ハロン）が選ばれた。
初めて競馬場に姿を現す前のコモンを『スポーティング・タイムズ』紙が取材しており、同馬を「exceedingly fine（極めて良好）」と評している。直前に行われたウェールズ公アルバート・エドワード王子（後のイギリス王エドワード7世）との併せ馬では、王子の馬であるゴーンコーンとオリオンという馬2頭を軽く退けるパフォーマンスを見せていたが、それでもオッズは8倍、さらに当日には10倍に変更される程度の穴馬扱いであった。9頭立てで行われたこの競走で、先頭に立っていたのはフランス調教馬で上位人気だったピーターフラワーという馬であったが、残り2ハロンのところでコモンが「without an effort（軽々と）」先頭を奪うと、楽に走ったままゴール、2着馬オルビエトに2馬身差をつけて初勝利を飾った。3着にはピーターフラワーが入った。
この年のダービーステークス（エプソム・12ハロン）は5月27日に行われたが、当日は雹混じりの豪雨、さらに濃い霧の中での開催であった。レースが始まって先頭を切ったのはドゥーカスという馬で、これにフランス調教馬のガヴァナーがぴったりと続いて先団を形成していた。視界の悪い中、コーナーを回って丘の下りに入るとガヴァナーの目立つオレンジ色の勝負服が見え、さらにはドゥーカスらの先行集団、そしてコモンの姿も見えてきた。タッテナムコーナーを回るところでガヴァナーはドゥーカスを追い抜き、最後の直線入り口で先頭に立った。コモンはそのガヴァナーを残り100ヤードのところで捉え、さらに2馬身離してゴール、二冠を達成した。勝ちタイムは2分56秒80であった。3着には先行集団にいたマートンハーストという馬が入線したが、審議により降着、ザディームスターという馬が繰り上がっている。
ダービーの後、コモンはセントジェームズパレスステークス（アスコット・8ハロン）に出走してこれに勝利、その後7月10日にはエクリプスステークス（サンダウン・10ハロン）で古馬と初の対戦を行ったが、ここは古馬シュアフート、およびガヴァナーに遅れを取り3着に敗れた。

### 三冠達成（1891年）
9月10日のドンカスター競馬場で行われたセントレジャーステークスでは9頭の馬が集まり、三冠達成の期待がかかるコモンに2.25倍のオッズがつけられ、同じくこの競走で牝馬三冠がかかっているミミが6倍、同じく6倍にフランス調教馬のレヴァレンが続いていた。この競走でスタートから勢いよく飛び出していったのはレヴァレンで、これはペースを上げることでコモンのスタミナを削る作戦に出たものであった。レヴァレンは直線までコモンの目の前、並んで走るセントサイモンオブザロックという馬の外側をキープしてプレッシャーをかけ続けていったが、残り1ハロンのところでコモンは先頭に抜け出し、レヴァレンに1馬身差をつけて優勝、三冠を達成した。セントサイモンオブザロックはクビ差で3着に入った。

## 種牡馬時代
三冠達成直後、コモンには各所から種牡馬入りのオファーが入った。最初に申し込んだのはオーストリア政府で、14,000ギニーでの購入を打診していたが、アリントン男爵らはこの申し出は断っている。それから2日後にサー・ジョン・ブランデル・メープル準男爵に15,000ギニーで購入希望があると、アリントン男爵らはこれに応じてコモンを売却した。オーストリア政府は諦めきれず、メープルに20,000ギニーでの転売を持ちかけたが、これは断られている。メープルは自身の持つチルドウィックブリー牧場にコモンを繋養し、種付け料を200ギニーに設定していた。
種牡馬としてのコモンは期待に沿うほど結果は残さなかったが、クラシック勝ち馬として1000ギニー勝ち馬のナンナイサー（Nun Nicer 1895年生、牝馬）を出している。牝馬の活躍馬が多く、他にもヨークシャーオークス勝ち馬フェアマイル（Fairmile 1895年生、牝馬）、アスコットコロネーションステークス勝ち馬のコムーネ（Commune 1902年生、牝馬）などがいた。牡馬の活躍馬では、カップディスタンス（長距離戦）で多数の競走に優勝したオースベック（Osbech 1895年生、牡馬）などがいる。
サー・ジョン・ブランデル・メープル準男爵が1904年に亡くなると、コモンは売却され、また種付け料も19ギニーにまで下げられている。のちの1912年12月17日、ボイス・ブロウ夫人の持つチェルムスフォード牧場にてコモンは死亡した。

## 血統表
| コモンの血統         | コモンの血統                                                         | コモンの血統                                                         | （血統表の出典）                                                     | （血統表の出典） |
| 父系                 | エクリプス系                                                         | エクリプス系                                                         | エクリプス系                                                         | [ § 2 ]          |
| 父 Isonomy 鹿毛 1875 | 父の父Sterling 鹿毛 1868                                             | Oxford                                                               | Birdcatcher                                                          | Birdcatcher      |
| 父 Isonomy 鹿毛 1875 | 父の父Sterling 鹿毛 1868                                             | Oxford                                                               | Honey Dear                                                           |                  |
| 父 Isonomy 鹿毛 1875 | 父の父Sterling 鹿毛 1868                                             | Whisper                                                              | Flatcatcher                                                          | Flatcatcher      |
| 父 Isonomy 鹿毛 1875 | 父の父Sterling 鹿毛 1868                                             | Whisper                                                              | Silence                                                              |                  |
| 父 Isonomy 鹿毛 1875 | 父の母Isola Bella 栗毛 1868                                          | Stockwell                                                            | The Baron                                                            | The Baron        |
| 父 Isonomy 鹿毛 1875 | 父の母Isola Bella 栗毛 1868                                          | Stockwell                                                            | Pocahontas                                                           |                  |
| 父 Isonomy 鹿毛 1875 | 父の母Isola Bella 栗毛 1868                                          | Isoline                                                              | Ethelbert                                                            | Ethelbert        |
| 父 Isonomy 鹿毛 1875 | 父の母Isola Bella 栗毛 1868                                          | Isoline                                                              | Bassishaw                                                            |                  |
| 母 Thistle 鹿毛 1875 | 母の父Scottish Chief 鹿毛 1861                                       | Lord of the Isles                                                    | Touchstone                                                           | Touchstone       |
| 母 Thistle 鹿毛 1875 | 母の父Scottish Chief 鹿毛 1861                                       | Lord of the Isles                                                    | Fair Helen                                                           |                  |
| 母 Thistle 鹿毛 1875 | 母の父Scottish Chief 鹿毛 1861                                       | Miss Ann                                                             | The Little Known                                                     | The Little Known |
| 母 Thistle 鹿毛 1875 | 母の父Scottish Chief 鹿毛 1861                                       | Miss Ann                                                             | Bay Missy                                                            |                  |
| 母 Thistle 鹿毛 1875 | 母の母The Flower Safety 青鹿毛 1860                                  | Wild Dayrell                                                         | Ion                                                                  | Ion              |
| 母 Thistle 鹿毛 1875 | 母の母The Flower Safety 青鹿毛 1860                                  | Wild Dayrell                                                         | Ellen Middleton                                                      |                  |
| 母 Thistle 鹿毛 1875 | 母の母The Flower Safety 青鹿毛 1860                                  | Nettle                                                               | Sweetmeat                                                            | Sweetmeat        |
| 母 Thistle 鹿毛 1875 | 母の母The Flower Safety 青鹿毛 1860                                  | Nettle                                                               | Wasp                                                                 |                  |
| 母系(F-No.)          | 4号族(FN:4-c)                                                        | 4号族(FN:4-c)                                                        | 4号族(FN:4-c)                                                        | [ § 3 ]          |
| 5代内の近親交配      | Touchstone 5x4=9.38%, Birdcatcher 4x5=9.38%, Bay Middleton 5x5=6.25% | Touchstone 5x4=9.38%, Birdcatcher 4x5=9.38%, Bay Middleton 5x5=6.25% | Touchstone 5x4=9.38%, Birdcatcher 4x5=9.38%, Bay Middleton 5x5=6.25% | [ § 4 ]          |
| 出典                 | 1. 2. 3. 4.                                                          | 1. 2. 3. 4.                                                          | 1. 2. 3. 4.                                                          | 1. 2. 3. 4.      |